# Burning Up
Burning Up este al doilea single al cântǎreței Madonna de pe albumul cu același nume, lansat pe 9 martie 1983.

## Compunerea
În 1980, după ce pleacă din The Breakfast Club, Madonna intemeiază alături de fostul ei iubit ei, Steve Bay, grupul muzical Emmy, având-o pe aceasta ca vocalistă. Însă, din cauza lipsei de bani, membrii formației se schimbă des, la începutul anului 1981, rămănând doar Madonna și Bray. Cântăreața îl întâlnește pe Adam Alter în The Music Buildings și începe să flirteze cu el, aflând de la acesta că el și iubita lui, Camille Barbone, au o casă de producție, Gotham Productions, fiind în căutare de muzicieni pe care să-i impresarieze. Madonna îi înmânează o casă demo cu diferite piese, printre care și o variantă demo a cântecului „Burning Up”, fiind singura care o impresionează pe Barbone, iar după ce o vede într-un concert, îi oferă un contract. Cele două devin prietene, însă prietenia lor se destramă după câteva luni de zile. Deși formația, acum intitulată „Madonna”, atrage oameni la concerte și chiar oferte de la case de discuri, în urma neînțelegerilor în privința viitorului formației, Madonna și Bray decid să plece de la Gotham Productions. Acesta din urmă lucrează cu alți artiști, intrând în timpul liber în studio alături de Madonna. Printre piesele compuse în această perioadă se numără „Everybody”, „Stay”, „Ain't No Big Deal” și o nouă veriune pentru „Burning Up”. Cântăreața îi oferă DJ-ului Mark Kamins din discoteca Danceteria noua ei casetă demo; impresionat, acesta îi face cunoștință cu Michael Rosenblatt, care îi oferă un contract pentru trei discuri single de 12" cu Sire Records, o companie a Warner Bros.
Între 17 - 23 noiembrie, Madonna înregistrează în studiourile Sigma Sound din New York piese pentru albumul de debut, inclusiv câteva versiuni pentru „Burning Up” și „Physical Attraction”. Reggie Lucas compune „Physical Attraction” special pentru cântăreață, îndreptând-o astfel într-o direcție pop  cu care aceasta însă nu este de acord, chemându-l pe John Benitez să remixeze înregistrarea, adăugând și noi voci și note de chitară pe „Burning Up”. „Physical Attraction” și „Burning Up”, înregistrat anterior cu Bray, au fost lansate sub forma unui „mini-LP” după succesul înregistrat de Madonna pe piața muzicii dance cu „Everybody”. În urma succesului asemănător, Sire Records au început înregistrările albumului de studio.

## Structura
Muzical, "Burning Up" pare nefinisat, datorită combinației dintre chitara bas, chitara acustică și sintetizator de ritm, riff-urile de chitară nu sunt caracteristice înregistrărilor muzicienei. Tobele de tip tom-tom folosite aduc aminte de compozițiile lui Phill Collins. Melodia incorporează și chitare electrice și ultimul tip de sintetizatoare disponibile atunci. Refrenul este alcătuit din repetiția versului "I'm burning up, burning up for your love" (rom. - "Ard, ard după dragostea ta") de trei ori, strofele conținând cuvinte cu dublu înțeles, descriind ce este pregătită să facă persoanei iubite, precum și faptul că e individualistă și fără rușine.

## Recenzii
În cartea sa, The Complete Guide to the Music of Madonna, autorul Rikky Rooksby a comparat cântecul cu "Lucky Star" și "Borderline", numindu-l ca fiind mai slab. Sal Cinquemani de la Slant Magazine a descris compoziția ca fiind provocatoare și influențată de muzica punk.

## Videoclip
Videoclipul a avut difuzări frecvente pe MTV, atrăgând atenția asupra muzicii ei.

## Formate
- Disc single 7" Australia (1983)

1. „Burning Up” (3:41)
2. „Physical Attraction” (6:35)

- Disc single 12" Australia (1983)

1. „Burning Up” (5:56)
2. „Physical Attraction” (6:35)

- Disc single 12" Germania, Olanda - dublă față A Burning Up / Physical Attraction (1983)

1. „Burning Up” (5:56)
2. „Physical Attraction” (Remix de John „Jellybean” Benitez) (6:35)

- Disc single 12" Canada, S.U.A. - dublă față A Burning Up / Physical Attraction (1983) [A]

1. „Burning Up” (5:56)
2. „Physical Attraction” (Remix de John „Jellybean” Benitez) (6:35)

- A ^ Versiunea pentru „Burning Up” este un remix, dar nu are date suplimentare.

Sursa: